# عملية القوقاز
في يوم 5 يونيو 1967، شنت إسرائيل عدوانا على الدول العربية، وتمكنت من احراز نصر عسكري خاطف على الجيش المصري، وتدمير سلاحه الجوي على الأرض. واحتلال شبه جزيرة سيناء. كانت الحرب كارثة على العرب، حيث خسروا مئات الطائرات الحربية والدبابات في خلال عدة أيام.

ونتيجة لهذا العدوان، قرر الاتحاد السوفيتي قطع علاقاته الدبلوماسية مع إسرائيل، ووجه تحذيرا إلى كل من الولايات المتحدة وإسرائيل بضرورة وقف العمليات الحربية ضد العرب فورا، وإلا وجد الاتحاد السوفيتي نفسه مضطرا للتدخل العسكري لوقف العدوان. وتدعيما لتهديدات وزير الخارجية السوفيتي، تم إرسال عدة قطع بحرية سوفيتية من البحر الأسود إلى البحر الأبيض المتوسط، محملة بأسلحة نووية، بالإضافة إلى سرب قاذفات إستراتيجية تو-16، وإنزال قوات خاصة في ميناء بور سعيد. استجابت إسرائيل للتهديدات السوفيتية وقررت قبول وقف إطلاق النار يوم 10 يونيو 1967، بعد أن تقدمت قواتها حتى الضفة الشرقية لقناة السويس.

بعد الحرب مباشرة زود الاتحاد السوفيتي المصريين بالأسلحة والمعدات عسكرية تعويضا عن الخسائر التي لحقت بهم، بالإضافة إلى إرسال خبراء عسكريين لمساعدة الجيش المصري في عملية إعادة البناء، لقد مكنت هذه المساعدات مصر من الصمود في وجه الإسرائيليين ومواصلة القتال. لقد خاض المصريون حرب استنزاف طويلة ضد القوات الإسرائيلية، وتبادل الطرفان القصف المدفعي على ضفتي قناة السويس، إضافة إلى المعارك الجوية العنيفة والعمليات الخاصة في العمق. وفي مارس 1969، وعلى الرغم من المعارضة الشديدة من قبل القيادة السوفيتية، قرر الرئيس جمال عبد الناصر تصعيد العمليات العسكرية للضغط على الإسرائيليين، وأعلن أن مصر لم تعد ملتزمة بوقف إطلاق النار مع إسرائيل.

لقد أثبتت المواجهات تفوق القوات البرية المصرية وخصوصا المدفعية على نظيرتها الإسرائيلية، لذا لجأت إسرائيل إلى إقحام سلاحها الجوي بكثافة في الحرب، كان على الإسرائيليين أولا التعامل مع 7 بطاريات صورايخ سام 2 نشرها المصريون في الجبهة لحماية مدن القنال، وتأمين القوات الأرضية المصرية. وبالفعل شنت إسرائيل يوم 20 يوليو 1969، غارات جوية عنيفة على مواقع الدفاع الجوي المصري، ونجحت في اسكات 6 بطاريات سام 2، وبالتالي فرض السيطرة الجوية فوق جبهة قناة السويس.

وفي نهاية ديسمبر 1969، قررت إسرائيل تكثيف غاراتها الجوية لتشمل استهداف العمق المصري خاصة الأهداف المدنية، بعد أن كانت مقتصرة على الجبهة فقط، أملا في اجبار المصريين على ايقاف حرب الاستنزاف، من خلال إشاعة الفوضى في البلاد، وخفض الروح المعنوية للجنود المصريين، وهكذا تشعر القيادة السياسية المصرية بالعجز أمام مواجهة الغارات الإسرائيلية فتضطر إلى وقف الحرب.

## زيارة عبد الناصر إلى الاتحاد السوفيتي
استشعر الرئيس المصري جمال عبد الناصر خطورة الموقف منذ أن بدأت إسرائيل في قصف الأهداف المدنية والعسكرية في عمق الدولة، فقام بزيارة إلى موسكو يوم 22 يناير 1970 وظل بها حتى يوم 25 يناير من أجل عقد مباحثات سرية مع نظيره السوفيتي ليونيد بريجنيف وشرح الموقف للاتحاد السوفيتي، وطلب الحصول على موافقة الاتحاد السوفيتي على تزويد مصر بنظام متكامل ومتطور للدفاع الجوي، تتضمن وحدات كاملة من صواريخ سام 3 بأفرادها السوفيت، وأسراب كاملة من الميج 21 المعدلة بطيارين سوفيت، وأجهرز رادار متطورة للإنذار والتتبع بأطقم سوفيتية. حتى يمكن مواجهة التفوق الجوي النوعي والكمي لإسرائيل، وبالتالي تتحمل من الخسائر ما يجبرها على وقف غاراتها الجوية ضد عمق الدولة.

تعمد عبد الناصر تصعيد المباحثات وتوتيرها لدرجة أنه هدد أمام القادة السوفيت بترك الحكم لزميل آخر يمكنه التفاهم مع الولايات المتحدة. وبرر عبد الناصر طلبه بأن الزمن ليس في صالحهم لأن تدريب الأطقم المصرية والطيارين المصريين على الأسلحة الجديدة سوف يستغرق وقتا طويلا. كما كرر طلب طائرات قاذفة لردع إسرائيل، حيث أن مدى عمل الطائرات القاذفة الموجودة القوات الجوية المصرية لا يمكنها من الوصول إلى عمق إسرائيل مثل طائرات الفانتوم التي زودت الولايات المتحدة بها إسرائيل.

وفي جلسة المباحثات يوم 25 يناير 1970، أعلن بريجنيف موافقة اللجنة المركزية ومجلس السوفيت الأعلى على طلب الرئيس عبد الناصر. وقال انها أول مرة يخرج فيها جندي سوفيتي من الاتحاد السوفيتي إلى دولة صديقة منذ الحرب العالمية الثانية.

أصر عبد الناصر على أن يكون التواجد السوفيتي في مصر علنيا، أو على الأقل أن يتم وصف الجنود السوفيت بالمتطوعين الأجانب، لكن الرئيس السوفيتي بريجنيف رد قائلا: «لن يصدق أحدا أنهم مجرد متطوعين، نحن لا نوافق على ذلك. وعلى أية حال، فإن كل ما اتفقنا عليه يجب أن يتم سرا دون أي ضوضاء.»

## تسجيلات مرئية
- كيف ساعد العسكريون السوفيت مصر في المواجهة مع إسرائيل

## وصلات خارجية
- موقع الخبراء الروس